# Dell Henderson
Pour les articles homonymes, voir Dell (homonymie) et Henderson.
Dell Henderson est un acteur, réalisateur, scénariste et producteur canadien né le 5 juillet 1883 à St. Thomas au Canada, mort le 2 décembre 1956 à Hollywood aux États-Unis.

## Biographie
Il fut un temps, l'un des réalisateurs de la compagnie Keystone.

## Filmographie

### Comme acteur

#### Années 1910
- 1908 : Monday Morning in a Coney Island Police Court
- 1909 : The Salvation Army Lass de D. W. Griffith
- 1909 : The Broken Locket
- 1909 : Lines of White on a Sullen Sea
- 1910 : The Last Deal
- 1910 : The Cloister's Touch
- 1910 : The Woman from Mellon's
- 1910 : The Course of True Love
- 1910 : One Night and Then
- 1910 : The Englishman and the Girl
- 1910 : Taming a Husband
- 1910 : The Newlyweds
- 1910 : The Converts
- 1910 : The Love of Lady Irma
- 1910 : Faithful :
- 1910 : The Twisted Trail
- 1910 : Gold Is Not All : Tomm Darrell, le mari de Mabel
- 1910 : The Two Brothers (en) de D. W. Griffith : Manuel
- 1910 : A Romance of the Western Hills : Touriste
- 1910 : Thou Shalt Not
- 1910 : The Tenderfoot's Triumph : Un cowboy
- 1910 : The Way of the World
- 1910 : The Gold Seekers
- 1910 : The Unchanging Sea : Le sauveteur
- 1910 : Over Silent Paths
- 1910 : Ramona de D. W. Griffith : L'homme à l'enterrement
- 1910 : The Impalement
- 1910 : The Purgation : Le père de la fille
- 1910 : A Child of the Ghetto
- 1910 : In the Border States
- 1910 : The Face at the Window
- 1910 : The Marked Time-Table
- 1910 : A Child's Impulse (it) de D. W. Griffith
- 1910 : The Call to Arms
- 1910 : Unexpected Help
- 1910 : A Salutary Lesson
- 1910 : The Usurer
- 1910 : Wilful Peggy
- 1910 : The Modern Prodigal
- 1910 : Muggsy Becomes a Hero
- 1910 : The Affair of an Egg
- 1910 : Little Angels of Luck
- 1910 : The Oath and the Man
- 1910 : A Gold Necklace (it) de Frank Powell
- 1910 : That Chink at Golden Gulch
- 1910 : The Masher
- 1910 : A Lucky Toothache
- 1910 : The Broken Doll : Indien
- 1910 : The Banker's Daughters : Policier
- 1910 : The Message of the Violin
- 1910 : Waiter No. 5
- 1910 : The Fugitive
- 1910 : Simple Charity
- 1910 : The Song of the Wildwood Flute
- 1910 : A Plain Song
- 1910 : A Child's Stratagem : Policier
- 1910 : Happy Jack, a Hero : M.. Stamford
- 1910 : The Lesson : Policier
- 1911 : The Two Paths
- 1911 : When a Man Loves : M.. Bach
- 1911 : Help Wanted : L'oncle
- 1911 : His Trust : Col. Frazier
- 1911 : His Trust Fulfilled
- 1911 : The Poor Sick Men : Le père
- 1911 : A Wreath of Orange Blossoms
- 1911 : Conscience : Un chasseur
- 1911 : Comrades
- 1911 : Was He a Coward?
- 1911 : Teaching Dad to Like Her de Frank Powell : le père d'Harry
- 1911 : La Télégraphiste de Lonedale (The Lonedale Operator) de D. W. Griffith
- 1911 : The Broken Cross
- 1911 : The Chief's Daughter de D. W. Griffith
- 1911 : A Knight of the Road
- 1911 : The Two Sides
- 1911 : In the Days of '49
- 1911 : The New Dress
- 1911 : The Crooked Road : Le mari
- 1911 : Dave's Love Affair
- 1911 : Enoch Arden: Part II : Sauveteur
- 1911 : The Primal Call
- 1911 : Fighting Blood (en) : Un soldat
- 1911 : The Wonderful Eye
- 1911 : The Jealous Husband : Le docteur
- 1911 : The Ghost de Mack Sennett
- 1911 : La Dernière Goutte d'eau (The Last Drop of Water) de D. W. Griffith
- 1911 : Mr. Peck Goes Calling
- 1911 : The Diving Girl de Mack Sennett
- 1911 : The Baron
- 1911 : Mr. Bragg, a Fugitive
- 1911 : The Making of a Man
- 1911 : The Adventures of Billy
- 1911 : The Long Road : Un invité au mariage
- 1911 : A Victim of Circumstances : Le mari
- 1911 : The Battle de D. W. Griffith
- 1911 : Won Through a Medium
- 1911 : Dooley's Scheme
- 1911 : Through Darkened Vales (en) de D. W. Griffith : Le premier Docteur
- 1911 : The Failure (it)
- 1911 : Her Pet
- 1912 : Who Got the Reward : Le mari
- 1912 : For His Son
- 1912 : The Fatal Chocolate (it) de Mack Sennett
- 1912 : The Sunbeam (en)
- 1912 : A Message from the Moon : Le vieil astronome
- 1912 : A String of Pearls (en) de D. W. Griffith : Le millionnaire
- 1912 : A Spanish Dilemma : Un ami
- 1912 : The Engagement Ring : Redmond
- 1912 : A Voice from the Deep de Mack Sennett
- 1912 : Hot Stuff
- 1912 : Those Hicksville Boys : Hank
- 1912 : Oh, Those Eyes de Mack Sennett : Le père de Gladys
- 1912 : Their First Kidnapping Case
- 1912 : Help! Help!
- 1912 : Won by a Fish de Mack Sennett : Le père de la femme
- 1912 : The Brave Hunter
- 1912 : The Leading Man : Hector La Grand
- 1912 : The Fickle Spaniard
- 1912 : When the Fire-Bells Rang
- 1912 : The Furs
- 1912 : Helen's Marriage
- 1912 : A Close Call de Mack Sennett
- 1912 : Algy the Watchman : Steve
- 1912 : Trying to Fool Uncle : Dick
- 1912 : The Speed Demon
- 1912 : Tragedy of the Dress Suit (it) de Mack Sennett : Dick
- 1912 : Stern Papa (it) de Mack Sennett
- 1912 : A Mixed Affair de Dell Henderson : M.. Jenkins
- 1912 : A Disappointed Mama de lui-même
- 1912 : A Real Estate Deal
- 1912 : The Divorcee : L'époux divorcé
- 1913 : Kissing Kate de lui-même : Bob
- 1913 : The Masher Cop
- 1913 : The Massacre de D. W. Griffith
- 1913 : A Girl's Stratagem (en)
- 1913 : The Power of the Camera
- 1913 : The Daylight Burglar : La victime
- 1913 : Blame the Wife : Le mari
- 1913 : Jenks Becomes a Desperate Character : Jenks
- 1913 : The Mothering Heart de D. W. Griffith : Patron du club
- 1913 : While the Count Goes Bathing : Le comte
- 1913 : The Widow's Kids : Le voyageur
- 1913 : Papa's Baby : Papa Binks
- 1913 : The Suffragette Minstrels
- 1913 : Pendant la bataille (The Battle at Elderbush Gulch) de D. W. Griffith
- 1914 : The Fall of Muscle-Bound Hicks
- 1914 : His Loving Spouse
- 1914 : The Genius
- 1915 : For Better - But Worse
- 1915 : Those Bitter Sweets (it)
- 1915 : Divorçons, de lui-même : Henri Des Prunelles
- 1916 : The Rejuvenation of Aunt Mary de Edward Dillon
- 1916 : A Bath House Blunder
- 1916 : Intolérance (Intolerance: Love's Struggle Throughout the Ages) de D. W. Griffith
- 1917 : The Late Lamented

#### Années 1920
- 1926 : The Clinging Vine : B. Harvey Doolittle
- 1927 : Getting Gertie's Garter : Barry Scott
- 1928 : La Foule (The Crowd) de King Vidor : Dick
- 1928 : Une gamine charmante (The Patsy) de King Vidor : Pa Harrington
- 1928 : Three-Ring Marriage : Gangster
- 1928 : Is Everybody Happy?
- 1928 : The Power of the Press, de Frank Capra : Johnson
- 1928 : Mirages (Show People) de King Vidor : General Marmaduke
- 1928 : Riley the Cop, de John Ford : Juge Coronelli
- 1929 : Off to Buffalo
- 1929 : Y a erreur ! (Wrong Again) de Leo McCarey : Le propriétaire du tableau

#### Années 1930
- 1930 : Noche de duendes de James Parrott : Le gardien
- 1930 : Hit the Deck : Amiral
- 1930 : The Dear Slayer
- 1930 : Whispering Whoopee : M.. Henderson
- 1930 : All Teed Up : Juge Quirt
- 1930 : The Sins of the Children : Ted Baldwin
- 1930 : Fast Work
- 1930 : La Maison de la peur (The Laurel-Hardy Murder Case) de James Parrott : Le gardien
- 1930 : Dollar Dizzy
- 1930 : Bigger and Better
- 1930 : Looser Than Loose
- 1930 : Up a Tree (en) de William Goodrich
- 1930 : Playthings of Hollywood
- 1931 : Helping Grandma
- 1931 : Thundering Tenors
- 1931 : Quand on est belle (The Easiest Way) de Jack Conway : Bud Williams
- 1931 : Windy Riley Goes Hollywood de William Goodrich
- 1931 : Hello Napoleon
- 1931 : Forbidden Adventure (Newly Rich) : Directeur
- 1931 : Skip the Maloo!
- 1931 : One Hundred Dollars
- 1931 : Le Champion (The Champ), de King Vidor : Le Docteur
- 1932 : Free Eats (en) de Ray McCarey : M.. Moran
- 1932 : Choo-Choo! (en) de Robert F. McGowan : M.. Henderson
- 1932 : In Walked Charley : Delbert Henderson, le père de Jackie
- 1932 : Dans la nuit des pagodes (The Son-Daughter) : Hy Py, le banquier
- 1932 : Mr. Bride
- 1933 : Thru Thin and Thicket; or, Who's Zoo in Africa
- 1933 : On Your Guard : Détective O'Hara
- 1933 : Goldie Gets Along : M.. Moon
- 1933 : From Hell to Heaven
- 1933 : Lost in Limehouse
- 1933 : The Cohens and Kellys in Trouble (en)
- 1933 : J'ai vécu (I Have Lived) de Richard Thorpe : J.W.
- 1933 : The Big Brain
- 1933 : Too Much Harmony
- 1933 : Rainbow Over Broadway de Richard Thorpe : Bowers
- 1933 : Lone Cowboy : M.. Burton
- 1934 : Search for Beauty : Mac
- 1934 : Bolero de Wesley Ruggles : Directeur du Théâtre
- 1934 : Dollars et Whisky (You're Telling Me!)
- 1934 : Tu seras star à Hollywood (Bottoms Up) de David Butler
- 1934 : La Parade du rire (The Old Fashioned Way)  de William Beaudine
- 1934 : Une femme diabolique (The Notorious Sophie Lang) de Ralph Murphy
- 1934 : Something Simple
- 1934 : Men in Black : Dr Graves (superintendant, Lost Arms Hospital)
- 1934 : The Lemon Drop Kid : Juge Forrest
- 1934 : Mrs. Wiggs of the Cabbage Patch de Norman Taurog
- 1934 : Une riche affaire (It's a Gift) de Norman Z. McLeod : M.. Abernathy
- 1934 : The Marines Are Coming (en) de David Howard : Amiral
- 1935 : Mystery Man : M.. Clark, directeur de l'hôtel
- 1935 : L'Extravagant Mr Ruggles (Ruggles of Red Gap), de Leo McCarey : Sam
- 1935 : Black Sheep
- 1935 : Aux frais de la princesse (The Daring Young Man) de William A. Seiter
- 1935 : Hot Tip : Shériff
- 1935 : Diamond Jim
- 1935 : Steamboat Round the Bend de John Ford : Le vendeur
- 1935 : Slightly Static : Le père
- 1935 : Little Big Shot, de Michael Curtiz : Policier
- 1935 : Here Comes Cookie : Lloyd
- 1935 : Thunder in the Night : Ambassadeur
- 1935 : Navy Wife
- 1935 : The Case of the Lucky Legs : Détective Robinson
- 1935 : This Is the Life de Marshall Neilan
- 1935 : Cinquante mille dollars morte ou vive (Three Kids and a Queen) de Edward Ludwig
- 1935 : Fighting Youth : Détective
- 1935 : La Femme traquée (I Found Stella Parish) de Mervyn LeRoy : Acteur dans la scène de la prison
- 1935 : Grand Exit : Mulcahy
- 1935 : Hitch Hike Lady (en) d'Aubrey Scotto : Williams
- 1936 : A Message to Garcia : Président McKinley
- 1936 : Poppy
- 1936 : La Légion des damnés (The Texas Rangers), de King Vidor
- 1936 : C'est donc ton frère (Our Relations) de Harry Lachman : Juge Polk
- 1937 : We Who Are About to Die de Christy Cabanne : Associé de Blake
- 1937 : Bars and Stripes : Sullivan
- 1937 : Place aux jeunes (Make Way for Tomorrow) de Leo McCarey : Ed Weldon, le vendeur de voitures
- 1937 : The Grand Bounce : Harry Briggs
- 1937 : Love in a Bungalow : Manager
- 1937 : La Furie de l'or noir (High, Wide, and Handsome) de Rouben Mamoulian : Le banquier
- 1937 : Artistes et Modèles de Raoul Walsh : Lord
- 1937 : This Way Please : Juge de paix
- 1937 : Partners in Crime (en)
- 1937 : Cette sacrée vérité (The Awful Truth), de Leo McCarey
- 1937 : Wells Fargo
- 1938 : Le Retour d'Arsène Lupin (Arsène Lupin Returns) de George Fitzmaurice : Détective aux habits ternes
- 1938 : La Belle Cabaretière (The Girl of the Golden West) de Robert Z. Leonard
- 1938 : Goodbye Broadway : Cromwell
- 1938 : Men with Wings de William A. Wellman
- 1938 : Les Bébés turbulents (Sing You Sinners)
- 1938 : Rebellious Daughters : M.. Stanley, la première victime
- 1939 : Elle et lui (Love Affair) de Leo McCarey
- 1939 : L'Aigle des frontières (Frontier Marshal) de Allan Dwan : Dave Hall
- 1939 : La Fille de la Cinquième Avenue (5th Ave Girl) de Gregory La Cava

#### Années 1940
- 1940 : Abraham Lincoln (Abe Lincoln in Illinois) de John Cromwell
- 1940 : Little Orvie (en) de Ray McCarey : M.. Brown
- 1940 : Petite et Charmante (If I Had My Way) de David Butler : M.. Harris
- 1940 : On ne roule pas sa femme (en) (You Can't Fool Your Wife) de Ray McCarey : Manager du Ritz Amsterdam
- 1940 : Millionaires in Prison (en) de Ray McCarey : Dell
- 1940 : L'Inconnu du troisième étage (Stranger on the Third Floor) de Boris Ingster : Détective
- 1940 : Jeunesse (Young People) de Allan Dwan : Le père d'Eddie
- 1941 : Hurry, Charlie, Hurry, de Charles E. Roberts
- 1941 : Les Oubliés (Blossoms in the Dust) de Mervyn LeRoy
- 1941 : Look Who's Laughing d'Allan Dwan : M.. Wentworth
- 1942 : A Gentleman at Heart (en) de Ray McCarey : Elliott
- 1942 : Uniformes et Jupons courts (The Major and the Minor) de Billy Wilder : Le portier
- 1942 : Here We Go Again de Allan Dwan : Photographe
- 1942 : Lune de miel mouvementée (Once Upon a Honeymoon) de Leo McCarey
- 1943 : L'Amour travesti (Slightly Dangerous) de Wesley Ruggles : Le portier
- 1943 : La Du Barry était une dame (Du Barry Was a Lady) de Roy Del Ruth : Flunky
- 1943 : Dixie, d'A. Edward Sutherland
- 1944 : Broadway qui chante (Broadway Rhythm) de Roy Del Ruth : Le portier
- 1944 : Meet the People de Charles Reisner : Charlie
- 1944 : A Night of Adventure (en) de Gordon Douglas
- 1944 : Monsieur Winkle s'en va-t-en guerre (Mr. Winkle Goes to War) de Alfred E. Green
- 1944 : Abroad with Two Yanks de Allan Dwan
- 1944 : Atlantic City de Ray McCarey : Businessman
- 1944 : Le Président Wilson (Wilson), de Henry King
- 1944 : Casanova le petit (Casanova Brown) de Sam Wood
- 1944 : Le Grand Boum (The Big Noise) de Malcolm St. Clair
- 1944 : Montmartre à New York (Greenwich Village), de Walter Lang
- 1944 : Une romance américaine (An American Romance) de King Vidor : July 4th Picnic Speaker
- 1944 : The Missing Juror de Oscar Boetticher Jr. : Conducteur du train
- 1944 : Les Cuistots de sa majesté (Nothing But Trouble) de Sam Taylor : le peintre
- 1945 : This Man's Navy : Officier de la NATS
- 1945 : Twice Blessed : L'enseignant
- 1945 : The Hidden Eye : Piéton
- 1945 : Abbott et Costello à Hollywood (Abbott and Costello in Hollywood) : Benson
- 1946 : The Great Morgan
- 1946 : Lame de fond (Undercurrent) de Vincente Minnelli : Invité à la fête
- 1947 : The Mighty McGurk
- 1947 : A Really Important Person : M.. Ransom
- 1947 : It Happened in Brooklyn
- 1948 : Big City
- 1948 : L'Enjeu (State of the Union) de Frank Capra : Broder
- 1949 : Neptune's Daughter
- 1949 : Chasse aux maris (Once More, My Darling) de Robert Montgomery : Employé de l'hôtel

#### Années 1950
- 1950 : Annie, la reine du cirque (Annie Get Your Gun) de George Sidney
- 1950 : Shadow on the Wall
- 1950 : Louisa

### comme réalisateur
- 1911 : Comrades
- 1911 : Mr. Peck Goes Calling
- 1912 : The Fickle Spaniard
- 1912 : Through Dumb Luck
- 1912 : Mr. Grouch at the Seashore
- 1912 : Getting Rid of Trouble
- 1912 : Love's Messenger
- 1912 : A Mixed Affair
- 1912 : A Disappointed Mama
- 1912 : A Ten-Karat Hero
- 1912 : The Line at Hogan's
- 1912 : A Limited Divorce
- 1912 : Like the Cat, They Came Back
- 1912 : A Real Estate Deal
- 1912 : At the Basket Picnic
- 1912 : His Auto's Maiden Trip
- 1912 : The Club-Man and the Crook
- 1912 : Their Idols
- 1912 : Hoist on His Own Petard
- 1912 : After the Honeymoon
- 1912 : She Is a Pippin
- 1912 : Jinx's Birthday Party
- 1912 : Papering the Den
- 1912 : The Divorcee
- 1912 : A Day's Outing
- 1912 : Bill Bogg's Windfall
- 1913 : The Bite of a Snake
- 1913 : The Best Man Wins
- 1913 : Kissing Kate
- 1913 : The High Cost of Reduction
- 1913 : What Is the Use of Repining?
- 1913 : The Masher Cop
- 1913 : The Press Gang
- 1913 : Oh, What a Boob!
- 1913 : A Father's Lesson
- 1913 : An Up-to-Date Lochinvar
- 1913 : There Were Hoboes Three
- 1913 : A Queer Elopement
- 1913 : Look Not Upon the Wine
- 1913 : Tightwad's Predicament
- 1913 : The Spring of Life
- 1913 : The Power of the Camera
- 1913 : A Delivery Package
- 1913 : The Old Gray Mare
- 1913 : All Hail to the King
- 1913 : Their One Good Suit
- 1913 : Edwin Masquerades
- 1913 : An 'Uncle Tom's Cabin' Troupe
- 1913 : A Lesson to Mashers
- 1913 : A Horse on Bill
- 1913 : He Had a Guess Coming
- 1913 : A Ragtime Romance
- 1913 : The Cure
- 1913 : The Daylight Burglar
- 1913 : Blame the Wife
- 1913 : Frappe Love
- 1913 : The Coveted Prize
- 1913 : A Rainy Day
- 1913 : The King and the Copper
- 1913 : The Hicksville Epicure
- 1913 : Cinderella and the Boob
- 1913 : The Trimmers Trimmed
- 1913 : Highbrow Love
- 1913 : Slippery Slim Repents
- 1913 : Just Kids
- 1913 : Red Hicks Defies the World (en)
- 1913 : Jenks Becomes a Desperate Character
- 1913 : The Rise and Fall of McDoo
- 1913 : Almost a Wild Man (it)
- 1913 : Master Jefferson Green
- 1913 : A Compromising Complication
- 1913 : An Old Maid's Deception
- 1913 : Faust and the Lily
- 1913 : A Sea Dog's Love
- 1913 : The Noisy Suitors
- 1913 : The Sweat-Box
- 1913 : A Chinese Puzzle
- 1913 : While the Count Goes Bathing
- 1913 : Pa Says
- 1913 : Those Little Flowers
- 1913 : Mr. Spriggs Buys a Dog
- 1913 : The Widow's Kids
- 1913 : Cupid and the Cook
- 1913 : Papa's Baby
- 1913 : Come Seben, Leben
- 1913 : The Suffragette Minstrels
- 1913 : Father's Chicken Dinner
- 1913 : Objections Overruled
- 1913 : Black and White
- 1913 : Edwin's Badge of Honor
- 1913 : Among Club Fellows
- 1913 : A Woman in the Ultimate
- 1913 : A Modest Hero
- 1913 : The Lady in Black
- 1913 : Baby Indisposed
- 1913 : Dan Greegan's Ghost
- 1913 : For the Son of the House
- 1913 : The Club Cure
- 1914 : A Motorcycle Elopement
- 1914 : Liberty Belles
- 1914 : How They Struck Oil
- 1914 : If It Were Not for Polly
- 1914 : As It Might Have Been
- 1914 : A Bunch of Flowers
- 1914 : Gentleman or Thief
- 1914 : A Gambling Rube
- 1914 : When Ruben Fooled the Bandits
- 1914 : The Road to Plaindale
- 1914 : Our Country Cousin (en)
- 1914 : The Eavesdropper
- 1914 : Caught in Tights
- 1914 : Soldiers of Misfortune
- 1914 : The Game of Freeze-Out
- 1914 : Love, Loot and Liquor
- 1914 : Murphy and the Mermaids
- 1914 : The Fall of Muscle-Bound Hicks
- 1914 : The Gold Thief
- 1914 : A First Class Cook
- 1914 : The Man Hunters
- 1914 : Meeting Mr. Jones
- 1914 : Dash, Love and Splash
- 1914 : His Loving Spouse
- 1914 : The Squashville School
- 1914 : Shot in the Excitement
- 1914 : The Genius
- 1914 : Cursed by His Beauty
- 1914 : 'Curses!' They Remarked
- 1914 : A Regular Rip
- 1914 : Getting the Sack
- 1914 : His Wife's Pet
- 1914 : Henpeck Gets a Night Off
- 1914 : A Fowl Deed
- 1914 : Among the Mourners
- 1914 : Making Them Cough Up
- 1914 : Bertha, the Buttonhole-Maker
- 1914 : Other People's Business
- 1914 : Monsieur Petitpont plombier (The Plumber)
- 1914 : Diogenes Weekly No. 13
- 1914 : Ambrose's First Falsehood
- 1914 : Red Dye
- 1914 : A Natural Mistake
- 1914 : A Matter of Court
- 1914 : Gussle, the Golfer
- 1915 : Droppington's Family Tree
- 1915 : Diogenes Weekly No. 23
- 1915 : Ye Olden Grafter
- 1915 : His Own Hero
- 1915 : His Luckless Love
- 1915 : Saved from the Vampire
- 1915 : A Stop-Off in New Mexico
- 1915 : Gussle Rivals Jonah
- 1915 : Droppington's Devilish Deed
- 1915 : When Villains Wait
- 1915 : A Janitor's Wife's Temptation
- 1916 : The Great Pearl Tangle
- 1916 : Because He Loved Her
- 1916 : Perils of the Park
- 1916 : Kennedy Square
- 1916 : Wife and Auto Trouble
- 1916 : A Bath House Blunder
- 1916 : A Spring Chicken
- 1916 : Rolling Stones
- 1916 : The Kiss
- 1916 : A Coney Island Princess
- 1917 : A Girl Like That
- 1917 : Fleur de ruisseau (Outcast)
- 1917 : The Runaway
- 1917 : The Beautiful Adventure
- 1917 : Please Help Emily
- 1917 : Her Second Husband
- 1918 : The Impostor
- 1918 : Who Loved Him Best?
- 1918 : My Wife
- 1918 : The Golden Wall
- 1918 : The Beloved Blackmailer
- 1918 : By Hook or Crook
- 1918 : The Road to France
- 1918 : Hitting the Trail
- 1919 : Love in a Hurry
- 1919 : Courage for Two
- 1919 : Hit or Miss
- 1919 : Three Green Eyes
- 1919 : The Social Pirate
- 1920 : Le Requin (The Shark)
- 1920 : The Dead Line
- 1920 : The Servant Question
- 1920 : The Plunger
- 1921 : Dead or Alive
- 1921 : Dynamite Allen
- 1921 : The Girl from Porcupine
- 1922 : The Broken Silence
- 1922 : Sure-Fire Flint
- 1923 : Jacqueline, or Blazing Barriers
- 1924 : The Love Bandit
- 1924 : Gambling Wives
- 1924 : La Mine tragique  (One Law for the Woman)
- 1924 : Battling Brewster
- 1925 : Defend Yourself
- 1925 : Quick Change
- 1925 : Pays maudit (The Bad Lands)
- 1925 : Pursued
- 1925 : Rough Stuff
- 1925 : Accused
- 1926 : The Pay-Off (en)
- 1927 : The Rambling Ranger

### comme scénariste
- 1910 : The Modern Prodigal
- 1910 : Not So Bad as It Seemed
- 1910 : Happy Jack, a Hero
- 1910 : The Lesson
- 1911 : A Knight of the Road
- 1911 : Bobby, the Coward
- 1911 : Love in the Hills
- 1912 : Hot Stuff
- 1912 : The Fickle Spaniard
- 1912 : A Voice from the Deep
- 1912 : Neighbors
- 1912 : Katchem Kate
- 1912 : A Dash Through the Clouds (en)
- 1912 : What the Doctor Ordered
- 1913 : The High Cost of Reduction
- 1914 : As It Might Have Been
- 1928 : Galloping Ghosts

### comme producteur
- 1917 : Fleur de ruisseau (Outcast)